# جووانی ماریا درمه
جووانی ماریا درمه (۱۲ فوریه ۱۹۳۵–۱۲ دسامبر ۲۰۱۱) ایران‌شناس ایتالیایی بود.

## زندگی
پدرش انیو، اصالتاً باسیانو، و مادرش پاسکوالینا گاتاملاتا، از کوری، ابتدا به لاتینا و سپس به رم نقل مکان کردند. در پایتخت از دبیرستان «آگوستو» فارغ‌التحصیل شد. وی از سال ۱۹۵۳ تا ۱۹۵۶ در دوره‌های زبان و ادبیات فارسی در Is.MEO (بعداً IsIAO) در رم شرکت کرد و در پایان سال سوم این دوره دیپلم را کسب کرد.
وی در سالهای ۵۸–۵۷ یازده ماه را در ایران گذراند و در آنجا با راهنمایی اساتید برجسته فارسی از جمله سعید نفیسی و محمد معین در دوره ای در رشته زبان و فرهنگ فارسی در دانشگاه تهران شرکت کرد. با پایان دوره‌ها، او یک سفر طولانی برای تحصیل به ایران، افغانستان و پاکستان می‌رود. او چندین بار به ایران سفر کرد.
در سال ۱۹۶۴، به عنوان افسر مکمل نیروی هوایی ایتالیا، برای خدمت سربازی در پولیا مستقر شد و در رشته علوم سیاسی در دانشگاه باری فارغ‌التحصیل شد.
وی در سال ۱۹۶۵ در دوره تخصصی تئوری‌های توسعه اقتصادی در SVIMEZ (انجمن توسعه صنعت در جنوب) رم شرکت کرد و دیپلم گرفت. در سالهای ۱۹۶۶–۶۹ وی در CERES (مرکز تحقیقات اقتصادی و اجتماعی) در رم به تحقیق اقتصادی پرداخت و مراحل انباشت در ایتالیا را مطالعه کرد و اولین اندازه‌گیری سهام سرمایه ایتالیا را انجام داد. همکاری با Is.MEO و با مؤسسه شرق ادامه دارد.
در پایان سال ۱۹۶۹ برنده مسابقه دستیار دانشگاه زبان و ادبیات فارسی در دانشکده زبانها و ادبیات خارجی دانشگاه "Ca 'Foscari" ونیز شد. در تابستان سال ۱۹۷۰ وی با سفر به تاشکند، در مؤسسه مطالعات شرقی ازبکستان RSS، و همچنین از آثار اصلی معماری سمرقند و بخارا بازدید کرد.
وی بین سالهای ۱۹۷۰ و ۱۹۸۰ به عنوان استاد زبان و ادبیات فارسی در دانشگاه "Ca 'Foscari" ونیز، "Alma Mater" بولونیا و دانشگاه "La Sapienza" رم و همچنین در انستیتوی دانشگاه شرقی منصوب شد. ناپل در همان دوره به دانشکده ادبیات و فلسفه دانشگاه رم نقل مکان کرد. در سال ۱۹۸۱ استاد تمام زبان و ادبیات فارسی در انستیتوی دانشگاه شرقی ناپل شد. در سالهای ۹۱–۱۹۹۸ وی برای تصدی سمت مدیر گروه مطالعات آسیایی فراخوانده شد و از ۱۹۸۲ تا ۱۹۸۷ معاون رئیس مؤسسه شرق‌شناسی در رم بود.
در سال ۱۹۹۶–۹۸ وی رئیس دانشکده ادبیات و فلسفه IUO ناپل بود.
و در آثارش تحت‌عنوان «جنبه‌های گرافیکی و آوایی نوشتن فارسی باستان» (نشریه مؤسسه شرقی ناپل XLIII (NS XXIII)) 1983، صص. ۴۲۹–۴۷۷) و با «زمینه معماری و جنبه‌های فرهنگی نقاشی‌های سقف کلیسای کاخ پالاتر در پالرمو» به تاریخ هنر ایران می‌پردازد (Art Bulletin , XCII, 1995, pp. 1–32). وی نویسنده مجلدات و مقالات بی شماری به زبان ایتالیایی، فارسی و انگلیسی و ترجمه‌های مختلف از جمله آثار طنز عبید زاکانی است. از آثار دیگر او، دستور زبان فارسی و ترجمه و تفسیر دیوان حافظ است.
در سال ۲۰۰۸ وی به دلیل فعالیت طولانی علمی خود از مرکز حافظ‌شناسی تقدیرنامه دریافت کرد  و "قطب تحقیقات فرهنگی" شیراز. در سال ۲۰۰۹ "جایزه بین‌المللی فارابی " در تهران و جوایز دیگری که از یونسکو و ایسسکو (سازمان تربیتی، علمی و فرهنگی اسلامی) دریافت کرد.{{سخ}} در ۱۲ نوامبر ۲۰۱۰، رئیس‌جمهور جورجیو ناپولیتانو نشان افتخار Commendatore al Merito جمهوری ایتالیا را به وی اعطا کرد.

## آثار برگزیده
- آثار هجوآمیز عبید زاکانی، ناپل، ایرانیکا، ۱۹۷۹، ۱۶۸ ص.
- رساله لطیفی - قصه‌ها و هجوهای شیراز قرن چهاردهم، رم، کاروکی، ۲۰۰۵، ۲۲۰ ص.
- دستور زبان فارسی جدید، ناپل، ۱۹۷۹
- حافظ شیراز.، مقدمه، ترجمه و تفسیر، ۳ جلد، ناپل؛ ۲۰۰۴، ۲۰۰۷ و ۲۰۰۸